# Tales of the Unexpected (DC Comics)
Tales of the Unexpected foi um série de quadrinhos de ficção científica, fantasia e horror publicada pela DC Comics de 1956 a 1968 com 104 edições. Mais tarde, foi rebatizada como The Unexpected, continuando a numeração e encerrando na edição #222 em 1982. A série foi renascida como uma minissérie em 2006.

## Publicação original

### Série original
Em resposta às restrições impostas pelo Comics Code Authority, a DC iniciou uma nova série de ficção-científica em 1956. A série trazia arte de Murphy Anderson, Gil Kane, e muitos outros, com histórias de John Broome, Gardner Fox, e outros. Foi uma antologia de quadrinhos por muitos anos, publicando uma variedade de histórias de ficção científica. A série apresentou o Ranger do Espaço (Space Ranger) a partir da edição #40 até a #82 (Abril–Maio de 1964). Outros personagens, entre eles, o "Green Glob" (edições #85–98, 100, 102, 103) e "Automan" (edições #91, 94, 97). A última edição como Tales of the Unexpected foi #104 (Dezembro de 1967–Janeiro de 1968). A partir da edição #105 (Fevereiro–Março de 1968), o título foi encurtado para The Unexpected.[carece de fontes?]

### Série limitada de 2006
A DC ressuscitou o título como uma minissérie de oito edições em 2006, focado na encarnação de Crispus Allen do Espectro, junto com uma série de back-up com o Doutor Treze.
O back-up tinha no papel principal uma equipe composta pelo Dr. Treze e sua filha Traci, Eu o Vampiro, Gênio Jones, Capitão Temor, Moça Infecciosa, Anthro, o Primate Patrol, e o Tanque Mal-Assombrado. Foi escrita por Brian Azzarello, com arte de Cliff Chiang.[carece de fontes?]

### Coletâneas
- Showcase Presents: Tales of the Unexpected reúne Tales of the Unexpected #1–20, 512 páginas, Agosto de 2012, (ISBN 1401235204)
- The Jack Kirby Omnibus inclui histórias da Tales of the Unexpected #13, 15–18, e 21–24, 304 páginas, Agosto de 2011, (ISBN 1401231071)
- Crisis Aftermath: The Spectre inclui histórias do Espectro da Tales of the Unexpected vol. 2 #1–3, 144 páginas, Maio de 2007, (ISBN 1401213804)
- Spectre: Tales of the Unexpected inclui histórias do Espectro da Tales of the Unexpected vol. 2 #4–8, 128 páginas, Dezembro de 2007, (ISBN 1401215068)
- Doctor 13: Architecture and Mortality inclui as histórias backup do Doutor 13 da Tales of the Unexpected vol. 2 #1–8, 144 páginas, Setembro de 2007, (ISBN 1401215521)